# 旧辞
『旧辞』（きゅうじ、くじ）とは、『古事記』や『日本書紀』以前に存在したと考えられている日本の歴史書の一つ。『帝紀』とともに古くに散逸し、内容については伝存していない。「本辞（ほんじ）」、「先代旧辞（せんだいきゅうじ、-くじ）」とも。

## 概要
記紀の基本資料といわれる各氏族伝来の歴史書だと考えられている。『古事記』序文の「先代旧辞」（せんだいのくじ、さきのよのふること）及び「本辞」、『日本書紀』天武天皇10年3月条の「上古諸事」はこの書を指すとも考えられている。内容は、宮廷内の出来事、天皇家・国家の起源に関する話となっている。
ただし『帝紀』と『旧辞』は、別々の書物ではなく、一体のものだったとする説もある。日本史学者の津田左右吉は、『旧辞』は記紀の説話・伝承的な部分の元になったものであると考え、『古事記』の説話的部分が武烈天皇のあたりで終わっており、その後はほとんど系譜のみとなること、また『日本書紀』も同じ辺りで大きく性格が変わり、それまではあまりなかった具体的な日時を示すようになることなどの理由から、『旧辞』の内容はこのあたりで終わり、その後まもなく6世紀頃になってそれまで口承で伝えられてきた『旧辞』が文書化されたと推論している。
その後この説は通説となったが、『古事記』の序文を厳密に読む限りでは、史書作成の作業は『帝紀』と『旧辞』の両方に行われたものであり、『古事記』の内容自体は『旧辞』のみに基づくはずであることから、『古事記』が系譜と説話の両方を含む以上、「帝紀=系譜、旧辞=説話」とする一般的な理解は成り立たないとする見解もある。
また、一定の条件を満たす複数の書物ないしは文書の総称である普通名詞としての「旧辞」と、特定の時点で編纂された特定の書物を示す固有名詞としての『旧辞』は明確に区別すべきだとする説もある。
またほとんどの場合に『帝紀』と『旧辞』が並記されることなどから、これらは組み合わせることを前提にしており、二つの史書を組み合わせた日本独自の歴史叙述の形態があった可能性も指摘されている。